# Günther Schuster
Günther Schuster (ur. 24 sierpnia 1893 w Wannsdorf, zm. 8 października 1943 w Castelnovo di Sotto) – niemiecki as myśliwski z czasów I wojny światowej z 6 potwierdzonymi zwycięstwami powietrznymi, w późniejszym okresie dowódca Jagdstaffel 17.
Do Jagdstaffel 17 przybył z Fliegerersatz Abteilung Nr. 7 23 grudnia 1916 roku. Pierwsze zwycięstwo odniósł w 29 stycznia 1917 roku. 10 września 1917 roku został przeniesiony do Jagdstaffel 29, w której służył do 28 maja 1918 roku. W jednostce odniósł dwa zwycięstwa powietrzne. 28 maja 1918 roku powrócił do swojej macierzystej jednostki i 12 czerwca został mianowany jej dowódcą. 1 sierpnia 1918 roku został ciężko ranny w walce i nie powrócił do służby w czasie I wojny. Jedną z jego ofiar był walijski as myśliwski Harold Day.
Po zakończeniu wojny od 1919 roku latał jako pilot cywilny w Deutsche Luft-Reederei (później Deutscher Aero Lloyd). Od 1923 roku był zatrudniony jako pilot doświadczalny Junkers Luftverkehr. Po roku rozpoczął pracę w Kolumbii, a w 1928 roku w Brazylii. 
W czasie II wojny światowej w 1941 roku powrócił do Niemiec i służył w Luftwaffe w stopniu kapitana. Zginął na froncie włoskim w 1943 roku w Castelnovo di Sotto w okolicach Parmy.

## Odznaczenia
- Krzyż Żelazny I Klasy
- Krzyż Żelazny II Klasy